# Updates (ベイエフエム)
UPDATES（アップデイツ）は、ベイエフエムの情報ゾーン（タイムテーブル上では「交通情報＆生活情報」）の総称である。
ニュースは「BAYFM UPDATES」（ベイエフエム・アップデイツ）、天気予報は「BAYFM WEATHER UPDATES」（ベイエフエム・ウェザー・アップデイツ）、交通情報は「BAYFM TRAFFIC UPDATES」（ベイエフエム・トラフィック・アップデイツ）、航空情報は「BAYFM AIRLINE UPDATES」（ベイエフエム・エア・ライン・アップデイツ）、波情報は「WAVE UPDATES」（ウェーブ・アップデイツ）として伝えている。
これらのほかに、健康情報『MEDICAL UPDATES』などの情報コーナーを『～ UPDATES』として放送することがある。
2020年4月にリニューアルしたBAYFMのタイムテーブルでは【Traffic & Life  Info.】として掲載され、それが示す通り、交通情報の回数は首都圏の放送局でトップクラスに多いのが特徴。
2025年春の番組改編期から『AWAKE』の7・8時台がラジオ大阪（OBC）でも同時ネットされることになったが、OBCでも『AWAKE』枠内で放送されるUPDATESがそのまま放送されている（ただしCM部分はOBCのステーションジングル等に差し替えられている）。

## 情報

### BAYFM UPDATES
共同通信社のニュースを、情報担当のアナウンサーが伝える。2012年9月以前は番組パーソナリティがニュースを読んでいたほか、現在でも「AWAKE」と「MOTIVE!!」は番組パーソナリティがニュース読みを行う。
番組が放送中や開始直前時に重大な速報ニュースが入った場合は『BAYFM78～♪』の汎用ジングルを前後に入れてから伝える場合がある(一部番組。生放送の番組の場合、情報アナウンサーが伝える場合あり)。
国政選挙当日は通常の最終便ニュース（日曜日は19:56頃）後も番組間のスポットCM時間を利用して情報アナウンサーが千葉県内関連を中心にした開票速報を随時伝えるが、その際も通常のBAYFM UPDATESと同じタイトルコールとBGMを使用する（一部、定時番組中にアナウンスを被せる場合もあり）。
深夜帯の収録番組中に地震等の災害が発生した場合は合成音声で番組に被せて放送するか情報アナウンサーが伝える(収録番組中のCMや終了後に伝える。生放送番組の場合、DJが伝えるか情報アナウンサーが伝える)。
非常災害発生時は相互協力協定に基づき、県内メディアである千葉日報や千葉テレビを始め、競合局であるNHK千葉放送局やニッポン放送から提供されるニュースや情報を伝える場合がある。

### BAYFM WEATHER UPDATES
ベイエリアの天気予報を伝える。情報提供はウェザーニューズで、平日7時台および土日の 8:00まではウェザーニューズのキャスターが登場する。BGMは晴れバージョンと雨バージョンの2種類を、本社所在地千葉市の天候に合わせて使い分け、千葉市と天候が異なる地点はBGMが合わない。前者は曇りも対応し、後者は雪、雹などの特殊な雨でも用いる。また、雨男である光永亮太が「POWER BAY MORNING」を卒業した際には、特別に雨バージョンを流した。
土日放送の"GOLF WEATHER"（ゴルフ・ウェザー、6:42頃放送)はゴルフ場がある地域の天気を中心に伝え、同じBGMを使用している。「HEARTLUCK」では次のWEATHER UPDATESの放送時間の案内をしている。
土曜9時台に放送の"RESORT WEATHER"（リゾート・ウェザー）は、ウェザーニューズのキャスターが週末の天気予報と千葉県周辺で行われるイベント情報を伝えるが、こちらは別のBGMが使用されている。災害等によりイベント情報を伝えない場合は通常のWEATHER UPDATESとなる。

### BAYFM TRAFFIC UPDATES
千葉県内と関東地方の道路交通情報である。情報提供は日本道路交通情報センター(JARTIC)で、主に千葉県警察本部内の千葉センターと首都高速道路株式会社本部内の首都高速センターから伝える。夜間の一部時間帯は東京千代田会館内の九段センターから伝える。放送局からは「（「スポンサー名」がお送りします。）日本道路交通情報センターの○○さん、お願いします。」の呼びかけ と、「（○○さん、）ありがとうございました。BAYFM TRAFFIC UPDATES 次は△時□□分頃お伝えします。｣のアナウンスしか行なわないが、ごくまれに安全運転を促すメッセージを伝える場合が「AWAKE」などで散見され、「AWAKE」や「BAYFM it!」（月～水曜）、「OCEAN TRIBE」、「HEARTLUCK」では現在時刻のアナウンスメントを入れることもある。千葉県内の鉄道に運行障害が発生した場合は鉄道の運行情報も伝える(「AWAKE」では千葉県以外の鉄道状況も伝えている。なお「miracle!!」、「MOTIVE!」以降並びに土日に千葉県内の鉄道の運行障害発生の情報が入った場合はBAYFMのジングルを入れてから伝える)。
一般道は千葉県内がメインだが、首都高速センターや九段センターから伝えるときは東京都23区の状況も伝えることがあり、ごくまれに茨城・埼玉・神奈川県の一般道情報も伝える。そのほか「OCEAN TRIBE」では神奈川（特に相模湾沿岸を走る国道134号を中心）の交通情報も紹介することがある。
BGMは「ジェイ・ミュージック・ラボ」を主宰する木塚二郎によるオリジナル楽曲である。1993年ごろまでは同一のメロディラインだがバージョン違いのものを放送していた。

### BAYFM AIRLINE UPDATES
県内に成田国際空港があるため、成田空港発着便の情報を成田国際空港株式会社のグループ会社である空港情報通信からの提供で伝えている。

また、羽田空港フライトインフォメーションを月曜日 - 金曜日の朝8時10分頃に「AWAKE」内で、羽田空港・日本空港ビルディングと繋いで伝えている。

### WAVE UPDATES
週末の「HEARTLUCK」「OCEAN TRIBE」のみ放送する(5時10分頃と6時05分頃)。サーファーの為の波のコンディションや天気情報を伝えている。こちらは情報アナウンサーではなく、各番組のDJが読み上げる。5時10分頃のWAVE UPDATESでは終了後にBAYFMの汎用ジングルが流れる。2020年現在、首都圏のラジオ局でサーフィン情報を放送するのはBAYFMとFMヨコハマだけである。

### SKI Weather resort UPDATES
2016年12月30日に冬期間シーズンの1月から3月限定で放送を開始した。基本的に金曜日のみ（2018年まではSKY GATE KISS & SMILEの放送終了後）。週末の天気予報やゲレンデ情報・スキー場の積雪状況などを伝えている。

## 廃止されたコーナー

### AMUSEMENT UPDATES
- コンサート情報を紹介するコーナー。情報協力・提供はぴあ（土日）とチケットセゾン（平日）で、週末は当日に発売されるチケットぴあのチケット情報を紹介していたが1998年に終了した。

### MINAMI-BOSO UPDATES
- 南房総の観光情報を紹介するコーナー。提供は南房総2市1町（当初は11市町村）だった。2006年終了。

## 現在の放送時間
- 2024年10月現在
- 1 - 10分、前後する場合あり。
- SPECIAL PROGRAMにより放送されない時間あり。
- ☆は番組終了後に放送される。
- 凡例…TRAFFIC UPDATES：（九） - 九段センターから、（首） - 首都高速センターから、（千） - 千葉センターから
WEATHER UPDATES：（ウ） - ウェザーニュースから
AIRLINE UPDATES：（成） - 成田空港発着便情報、（羽） - 羽田空港フライトインフォメーション

| 時 | 月曜 - 木曜 | 金曜 |
| 6  | AWAKE - UPDATES：6:05、7:03、8:00 - WEATHER UPDATES：6:07、6:38、7:05（ウ）、7:38、8:03、8:38 - TRAFFIC UPDATES：6:42（首）、7:01（千）、7:22（首）、7:42（千）、8:05（首）、8:22（千）、8:42（千） - AIRLINE UPDATES：8:10（羽）                      | AWAKE - UPDATES：6:05、7:03、8:00 - WEATHER UPDATES：6:07、6:38、7:05（ウ）、7:38、8:03、8:38 - TRAFFIC UPDATES：6:42（首）、7:01（千）、7:22（首）、7:42（千）、8:05（首）、8:22（千）、8:42（千） - AIRLINE UPDATES：8:10（羽）                       |
| 7  | AWAKE - UPDATES：6:05、7:03、8:00 - WEATHER UPDATES：6:07、6:38、7:05（ウ）、7:38、8:03、8:38 - TRAFFIC UPDATES：6:42（首）、7:01（千）、7:22（首）、7:42（千）、8:05（首）、8:22（千）、8:42（千） - AIRLINE UPDATES：8:10（羽）                      | AWAKE - UPDATES：6:05、7:03、8:00 - WEATHER UPDATES：6:07、6:38、7:05（ウ）、7:38、8:03、8:38 - TRAFFIC UPDATES：6:42（首）、7:01（千）、7:22（首）、7:42（千）、8:05（首）、8:22（千）、8:42（千） - AIRLINE UPDATES：8:10（羽）                       |
| 8  | AWAKE - UPDATES：6:05、7:03、8:00 - WEATHER UPDATES：6:07、6:38、7:05（ウ）、7:38、8:03、8:38 - TRAFFIC UPDATES：6:42（首）、7:01（千）、7:22（首）、7:42（千）、8:05（首）、8:22（千）、8:42（千） - AIRLINE UPDATES：8:10（羽）                      | AWAKE - UPDATES：6:05、7:03、8:00 - WEATHER UPDATES：6:07、6:38、7:05（ウ）、7:38、8:03、8:38 - TRAFFIC UPDATES：6:42（首）、7:01（千）、7:22（首）、7:42（千）、8:05（首）、8:22（千）、8:42（千） - AIRLINE UPDATES：8:10（羽）                       |
| 9  | miracle!! - UPDATES：11:16 - WEATHER UPDATES：11:36 - WEATHER NEWS：9:55（ウ） - TRAFFIC UPDATES：9:18（千）、9:38（首）、 10:38（首）、11:38（首） | MOTIVE!! - UPDATES：11:16 - WEATHER UPDATES：11:36 - WEATHER NEWS：9:55（ウ） - TRAFFIC UPDATES：9:18（千）、9:38（首）、 10:38（首）、11:38（首）、12:55☆（首）                                                                                        |
| 10 | miracle!! - UPDATES：11:16 - WEATHER UPDATES：11:36 - WEATHER NEWS：9:55（ウ） - TRAFFIC UPDATES：9:18（千）、9:38（首）、 10:38（首）、11:38（首） | MOTIVE!! - UPDATES：11:16 - WEATHER UPDATES：11:36 - WEATHER NEWS：9:55（ウ） - TRAFFIC UPDATES：9:18（千）、9:38（首）、 10:38（首）、11:38（首）、12:55☆（首）                                                                                        |
| 11 | miracle!! - UPDATES：11:16 - WEATHER UPDATES：11:36 - WEATHER NEWS：9:55（ウ） - TRAFFIC UPDATES：9:18（千）、9:38（首）、 10:38（首）、11:38（首） | MOTIVE!! - UPDATES：11:16 - WEATHER UPDATES：11:36 - WEATHER NEWS：9:55（ウ） - TRAFFIC UPDATES：9:18（千）、9:38（首）、 10:38（首）、11:38（首）、12:55☆（首）                                                                                        |
| 12 | YAMAMAN presents MUSIC SALAD FROM U-kari STUDIO | MOTIVE!! - UPDATES：11:16 - WEATHER UPDATES：11:36 - WEATHER NEWS：9:55（ウ） - TRAFFIC UPDATES：9:18（千）、9:38（首）、 10:38（首）、11:38（首）、12:55☆（首）                                                                                        |
| 13 | it!! （12:51 -） - UPDATES：14:57 - WEATHER UPDATES：13:55、15:57☆ - TRAFFIC UPDATES：12:57（首）、13:38（首）、14:38（首）、 15:18（首）、15:38（千）                                                                                                 | KISS & SMILE - UPDATES：14:57 - WEATHER UPDATES：13:55、15:57☆ - TRAFFIC UPDATES：13:38（首）、14:38（首）、 15:18（首）、15:38☆（千） |
| 14 | it!! （12:51 -） - UPDATES：14:57 - WEATHER UPDATES：13:55、15:57☆ - TRAFFIC UPDATES：12:57（首）、13:38（首）、14:38（首）、 15:18（首）、15:38（千）                                                                                                 | KISS & SMILE - UPDATES：14:57 - WEATHER UPDATES：13:55、15:57☆ - TRAFFIC UPDATES：13:38（首）、14:38（首）、 15:18（首）、15:38☆（千） |
| 15 | it!! （12:51 -） - UPDATES：14:57 - WEATHER UPDATES：13:55、15:57☆ - TRAFFIC UPDATES：12:57（首）、13:38（首）、14:38（首）、 15:18（首）、15:38（千）                                                                                                 | KISS & SMILE - UPDATES：14:57 - WEATHER UPDATES：13:55、15:57☆ - TRAFFIC UPDATES：13:38（首）、14:38（首）、 15:18（首）、15:38☆（千） |
| 16 | シン・ラジオ-ヒューマニスタは、かく語りき- - UPDATES：17:57 - WEATHER UPDATES：16:55、17:55 - TRAFFIC UPDATES：16:18（首）、16:38（首）、16:57（首）、 17:18（首）、17:38（千）、17:53（首）、 18:18（千）、18:38（首） - AIRLINE UPDATES：17:51（成） | シン・ラジオ-ヒューマニスタは、かく語りき- - UPDATES：17:57 - WEATHER UPDATES：16:55、17:55 - TRAFFIC UPDATES：16:18（首）、16:38（首）、16:57（首）、 17:18（首）、17:38（千）、17:53（首）、 18:18（千）、18:43☆（首） - AIRLINE UPDATES：17:51（成） |
| 17 | シン・ラジオ-ヒューマニスタは、かく語りき- - UPDATES：17:57 - WEATHER UPDATES：16:55、17:55 - TRAFFIC UPDATES：16:18（首）、16:38（首）、16:57（首）、 17:18（首）、17:38（千）、17:53（首）、 18:18（千）、18:38（首） - AIRLINE UPDATES：17:51（成） | シン・ラジオ-ヒューマニスタは、かく語りき- - UPDATES：17:57 - WEATHER UPDATES：16:55、17:55 - TRAFFIC UPDATES：16:18（首）、16:38（首）、16:57（首）、 17:18（首）、17:38（千）、17:53（首）、 18:18（千）、18:43☆（首） - AIRLINE UPDATES：17:51（成） |
| 18 | シン・ラジオ-ヒューマニスタは、かく語りき- - UPDATES：17:57 - WEATHER UPDATES：16:55、17:55 - TRAFFIC UPDATES：16:18（首）、16:38（首）、16:57（首）、 17:18（首）、17:38（千）、17:53（首）、 18:18（千）、18:38（首） - AIRLINE UPDATES：17:51（成） | シン・ラジオ-ヒューマニスタは、かく語りき- - UPDATES：17:57 - WEATHER UPDATES：16:55、17:55 - TRAFFIC UPDATES：16:18（首）、16:38（首）、16:57（首）、 17:18（首）、17:38（千）、17:53（首）、 18:18（千）、18:43☆（首） - AIRLINE UPDATES：17:51（成） |
| 19 | INTER X-PRESS - TRAFFIC UPDATES：19:38（首）、20:30（首） - TOMORROW's WEATHER：19:53（ウ） | I-Cocoon - TRAFFIC UPDATES：19:38（九）、20:38（首） |
| 20 | INTER X-PRESS - TRAFFIC UPDATES：19:38（首）、20:30（首） - TOMORROW's WEATHER：19:53（ウ） | I-Cocoon - TRAFFIC UPDATES：19:38（九）、20:38（首） |

| 時    | 土曜 | 日曜 |
| 5     | HEARTLUCK - WAVE UPDATES：5:10、6:10 - TRAFFIC UPDATES：5:45（首）、6:09（首）、6:43（首）、7:05（千）、7:52（千） - WEATHER UPDATES：5:30（ウ）、6:42、7:17（ウ）                             | OCEAＮ TRIBE - WAVE UPDATES：5:10、6:10 - TRAFFIC UPDATES：5:45（首）、6:09（首）、6:43（首）、7:05（千）、7:56☆（千） - WEATHER UPDATES：5:30（ウ）、6:42、7:13（ウ）       |
| 6     | HEARTLUCK - WAVE UPDATES：5:10、6:10 - TRAFFIC UPDATES：5:45（首）、6:09（首）、6:43（首）、7:05（千）、7:52（千） - WEATHER UPDATES：5:30（ウ）、6:42、7:17（ウ）                             | OCEAＮ TRIBE - WAVE UPDATES：5:10、6:10 - TRAFFIC UPDATES：5:45（首）、6:09（首）、6:43（首）、7:05（千）、7:56☆（千） - WEATHER UPDATES：5:30（ウ）、6:42、7:13（ウ）       |
| 7     | HEARTLUCK - WAVE UPDATES：5:10、6:10 - TRAFFIC UPDATES：5:45（首）、6:09（首）、6:43（首）、7:05（千）、7:52（千） - WEATHER UPDATES：5:30（ウ）、6:42、7:17（ウ）                             | OCEAＮ TRIBE - WAVE UPDATES：5:10、6:10 - TRAFFIC UPDATES：5:45（首）、6:09（首）、6:43（首）、7:05（千）、7:56☆（千） - WEATHER UPDATES：5:30（ウ）、6:42、7:13（ウ）       |
| 8     | SATURDAY BRACING MORNING - WEATHER UPDATES：8:58☆ - TRAFFIC UPDATES：8:20（千）、8:57☆（千） - AIRLINE UPDATES：8:55☆（成）                                                                    | BAY MORNING GLORY - WEATHER UPDATES：8:58☆ - TRAFFIC UPDATES：8:56☆（千） - AIRLINE UPDATES：8:55☆（成）                                                                     |
| 9     | Antenna K - RESORT WEATHER：9:53☆（ウ） - TRAFFIC UPDATES：9:58☆（千） | TERUMI de SUNDAY! - WEATHER UPDATES：10:56☆ - TRAFFIC UPDATES：9:26（千）、9:58（千）、 10:28（千）、10:57☆（千）                                                            |
| 10    | moe's up!! - WEATHER UPDATES：10:56☆ - TRAFFIC UPDATES：10:28（千）、10:57☆（千） | TERUMI de SUNDAY! - WEATHER UPDATES：10:56☆ - TRAFFIC UPDATES：9:26（千）、9:58（千）、 10:28（千）、10:57☆（千）                                                            |
| 11    | Cruisin' before noon - TRAFFIC UPDATES：11:55☆（首） - AIRLINE UPDATES：11:57☆（成） | TERUMI de SUNDAY! - WEATHER UPDATES：10:56☆ - TRAFFIC UPDATES：9:26（千）、9:58（千）、 10:28（千）、10:57☆（千）                                                            |
| 11    | Cruisin' before noon - TRAFFIC UPDATES：11:55☆（首） - AIRLINE UPDATES：11:57☆（成） | D’s Café - TRAFFIC UPDATES：11:55☆（千） - AIRLINE UPDATES：11:57☆（成） |
| 12    | TOYOTA KATSUMATA GROUP presents GROOVIN' ON THE ROAD - TRAFFIC UPDATES：12:58☆（千） | YAMAZAKI SMILE DISH - TRAFFIC UPDATES：12:58☆（千） |
| 13    | 〜洋楽劇場〜 SATURDAY STRUT - UPDATES：14:56☆ - TRAFFIC UPDATES：13:57（千）、14:32（千）、14:58☆（千）                                                                                        | BAYSIDE FREEWAY - WEATHER UPDATES：14:54 - TRAFFIC UPDATES：13:56（千）、14:32（千）、 14:57（千）、15:32（千）、15:57☆（千） - AIRLINE UPDATES：14:55（成）                 |
| 14    | 〜洋楽劇場〜 SATURDAY STRUT - UPDATES：14:56☆ - TRAFFIC UPDATES：13:57（千）、14:32（千）、14:58☆（千）                                                                                        | BAYSIDE FREEWAY - WEATHER UPDATES：14:54 - TRAFFIC UPDATES：13:56（千）、14:32（千）、 14:57（千）、15:32（千）、15:57☆（千） - AIRLINE UPDATES：14:55（成）                 |
| 15    | KEIYOGINKO POWER COUNTDOWN REAL - UPDATES：17:55☆ - WEATHER UPDATES：15:57 - TRAFFIC UPDATES：15:23（千）、15:58（千）、16:28（千）、 16:57（千）、17:51☆（千） - AIRLINE UPDATES：16:52（成） | BAYSIDE FREEWAY - WEATHER UPDATES：14:54 - TRAFFIC UPDATES：13:56（千）、14:32（千）、 14:57（千）、15:32（千）、15:57☆（千） - AIRLINE UPDATES：14:55（成）                 |
| 16    | KEIYOGINKO POWER COUNTDOWN REAL - UPDATES：17:55☆ - WEATHER UPDATES：15:57 - TRAFFIC UPDATES：15:23（千）、15:58（千）、16:28（千）、 16:57（千）、17:51☆（千） - AIRLINE UPDATES：16:52（成） | Beautiful Day! - UPDATES：17:56 - WEATHER UPDATES：17:55 - TRAFFIC UPDATES：16:23（千）、16:57（千）、17:33（首）、 18:25（千）、18:56☆（千） - AIRLINE UPDATES：16:55（成） |
| 17    | KEIYOGINKO POWER COUNTDOWN REAL - UPDATES：17:55☆ - WEATHER UPDATES：15:57 - TRAFFIC UPDATES：15:23（千）、15:58（千）、16:28（千）、 16:57（千）、17:51☆（千） - AIRLINE UPDATES：16:52（成） | Beautiful Day! - UPDATES：17:56 - WEATHER UPDATES：17:55 - TRAFFIC UPDATES：16:23（千）、16:57（千）、17:33（首）、 18:25（千）、18:56☆（千） - AIRLINE UPDATES：16:55（成） |
| 18    | 山口智子 べサメムーチョ | Beautiful Day! - UPDATES：17:56 - WEATHER UPDATES：17:55 - TRAFFIC UPDATES：16:23（千）、16:57（千）、17:33（首）、 18:25（千）、18:56☆（千） - AIRLINE UPDATES：16:55（成） |
| 18:30 | 京成電鉄 presents 中島健人のエヌトワ（18:30〜） - TRAFFIC UPDATES：18:57☆（九） | |
| 19    | 7時からドットコム - UPDATES：19:57☆ - WEATHER UPDATES：19:56☆ - TRAFFIC UPDATES：19:55☆（首）                                                                                                  | ShinTsuyo POWER SPLASH - UPDATES：19:56☆ - WEATHER UPDATES：19:55☆ - TRAFFIC UPDATES：19:52☆（九）                                                                           |

## 提供スポンサー
（2025年07月現在）

### 平日
- J:COM（月・水）（7:01）TRAFFIC
- ちばぎんカード（火）（7:01）TRAFFIC
- 千葉県商工会連合会（火曜日）（17:55）WEATHER、（水曜日）（8:03）WEATHER、（木曜日）（17:18）TRAFFIC、（金曜日）（7:01）TRAFFIC
- 千葉土建一般労働組合（全曜日）（7:03）UPDATES
- マックス運輸（全曜日）（7:05）WEATHER
- 千葉銀行（全曜日）（7:22）TRAFFIC
- レンティ（月）（7:42）TRAFFIC
- 東方地所（火・水）（16:57）TRAFFIC、（木）（7:42）TRAFFIC
- なごみの米屋（金）（7:42）TRAFFIC
- 黒平まんじゅう本舗（月）（8:00）UPDATES
- 日進レンタカー（火〜金）（8:00）UPDATES、（火〜木）（8:10）AIRLINE
- ネッツトヨタ千葉（月・火）（8:22）TRAFFIC、（水〜金）（16:38）TRAFFIC
- ナガミネゴルフセンターグループ（木）（8:22）TRAFFIC
- 南総通運（木）（18:18）TRAFFIC、（金）（8:22）TRAFFIC
- 蘭々の湯（水）（8:38）WEATHER、（木）（16:57）TRAFFIC
- ヤシカ車体（全曜日）（10:38）TRAFFIC
- 司法書士法人中央事務所（全曜日）（11:38）TRAFFIC
- 千葉県トラック協会（月）（13:38）TRAFFIC
- アサヒボウリングセンター（金）（13:38）TRAFFIC
- ビスメディア（月・水・金）（13:55）WEATHER
- 千葉マツダ（金）（15:18）TRAFFIC
- アモール歯科クリニック（月）（17:18）TRAFFIC
- シンクリエイト（火）（17:18）TRAFFIC
- セナリオハウス（月・水・木）（17:53）TRAFFIC、（水）（17:18）TRAFFIC
- ベネフィット（金）（17:53）TRAFFIC
- 船橋ケイバ（月・水）（17:55）WEATHER
- ちばキャリ（火）（18:18）TRAFFIC
- リサイクルガレージケーワン（水）（18:18）TRAFFIC

### 土曜
- 東方エージェンシー（7:52）TRAFFIC
- 千葉県（8:20）TRAFFIC[15]
- 東方地所（8:57）TRAFFIC
- 房の駅（8:58）WEATHER
- ぴん太郎 （9:58）TRAFFIC
- ネッツトヨタ千葉（10:28）TRAFFIC
- ケーズデンキ（10:56）WEATHER
- リサイクルガレージケーワン（10:57）TRAFFIC
- ハーバーシティ蘇我（12:58）TRAFFIC
- 玉川工産（14:56）UPDATES
- 和洋女子大学（15:23）TRAFFIC
- 綜合警備保障（15:57）WEATHER
- アイダ設計（16:28）TRAFFIC

### 日曜
- 東方エージェンシー（7:56）TRAFFIC
- 東方地所（8:57）TRAFFIC
- なごみの米屋（9:26）TRAFFIC
- 協和ハウジング（9:58）TRAFFIC
- ダイユウホーム（10:28）TRAFFIC
- ケーズデンキ（10:56）WEATHER
- リサイクルガレージケーワン（10:57）TRAFFIC
- ネッツトヨタ千葉（11:55）TRAFFIC
- 綜合警備保障（14:54）WEATHER
- 千葉マツダ（14:57）TRAFFIC
- 千葉銀行（15:32）TRAFFIC[16]